# 一乗寺 (台東区)

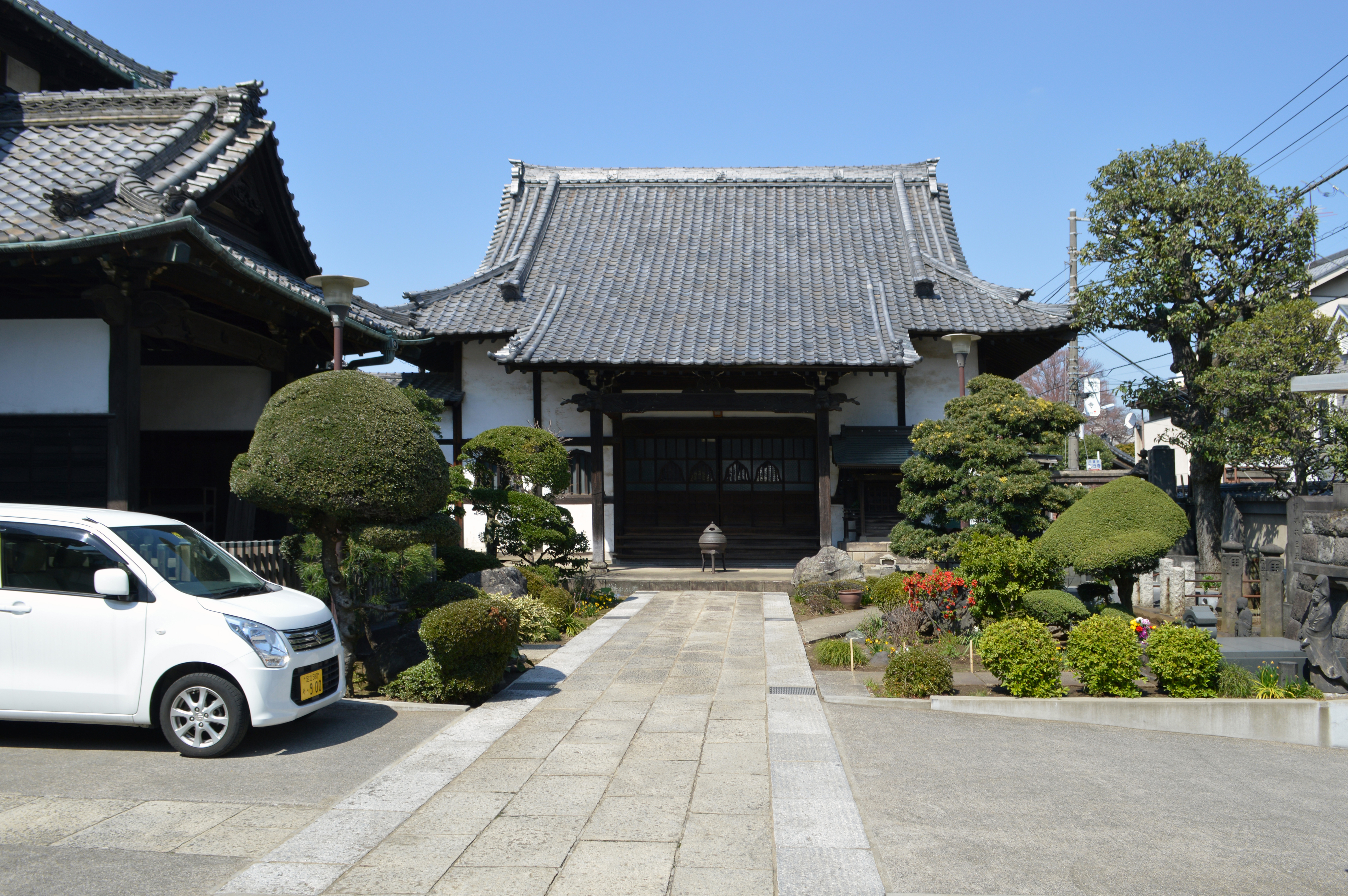
一乗寺

一乗寺（いちじょうじ）は、東京都台東区谷中にある日蓮宗の寺院。山号は大法山。旧本山は茂原藻原寺、小西・一乗寺法縁縁頭寺。境内には漢学者大田錦城の墓所（東京都指定旧跡）がある。

## 歴史
天正18年（1590年）頃に日僚（茂原妙光寺17世）を開山に創建。現在の伽藍は戦前までに整備されたもので、昭和12年（1937年）客殿庫裡が再建された。

## 境内
大田錦城（前掲）の他、浪曲師の3代目東家楽遊、歌舞伎の4代嵐芳三郎、5代嵐芳三郎、6代嵐芳三郎、江戸時代の医師大久保適斎、参議院議員木島則夫、勘定奉行杉岡能連、日本画家鈴木鵞湖、明治時代の都々逸の名人柳家紫朝 等の墓所がある。

## 交通アクセス
- 根津駅より徒歩約6分（経路案内）。
- 日暮里駅より徒歩約13分（経路案内）。

## 参考資料
- 日蓮宗寺院大鑑編集委員会『宗祖第七百遠忌記念出版 日蓮宗寺院大鑑』大本山池上本門寺 (1981年)